# Bucchigiri?!
Bucchigiri?! (ぶっちぎり?!?) è una serie televisiva anime originale giapponese, animata dallo studio MAPPA. La regia è di Hiroko Utsumi, con sceneggiatura di Taku Kishimoto, musiche composte da Michiru Ōshima e character design a cura di Takahiro Kagami. È stata trasmessa su TV Tokyo e relative emittenti affiliate dal 13 gennaio al 6 aprile 2024. La sigla di apertura è "Sesame", interpretata da Kroi, mentre quella di chiusura è "Love je t’aime" (らぶじゅてーむ), cantata da Mahiru Coda. La serie è stata distribuita in streaming da Crunchyroll.

## Trama
Dopo che Arajin Tomoshibi torna nella sua città natale e si riunisce con il suo amico d'infanzia Matakara Asamine, vengono coinvolti nelle lotte tra le bande e lui incontra il genio Senya.

## Personaggi
Arajin Tomoshibi (灯 荒仁?, Tomoshibi Arajin)
Doppiato da: Genki Okawa (ed. giapponese);
Senya (千夜?)
Doppiato da: Masafumi Kobatake (ed. giapponese);
Mahoro (まほろ?)
Doppiata da: Anna Nagase (ed. giapponese);
Matakara Asamine (浅観音 真宝?, Asamine Matakara)
Doppiato da: Yūsuke Hoshino (ed. giapponese);
Kenichiro (拳一郎?, Kenichirō)
Doppiato da: Jiro Saito (ed. giapponese);
Zabu (座布?)
Doppiato da: Yukihiro Nozuyama (ed. giapponese);
Komao (駒男?)
Doppiato da: Kappei Yamaguchi (ed. giapponese);
Marito (摩利人?)
Doppiato da: Nozomu Sasaki (ed. giapponese);
Outa (王太?, Ōta)
Doppiato da: Ryōta Takeuchi (ed. giapponese);
Jabashiri (蛇走?)
Doppiato da: Makoto Furukawa (ed. giapponese);
Hagure (刃暮?)
Doppiato da: Shouta Hayama (ed. giapponese);
Akutaro (阿久太郎?, Akutarō)
Doppiato da: Chihiro Suzuki (ed. giapponese);

## Episodi
| Nº  | Titolo italiano Giapponese 「Kanji」 - Rōmaji | In onda          | In onda |
| Nº  | Titolo italiano Giapponese 「Kanji」 - Rōmaji | Giapponese       |         |
| 1   | Unirci?! innamorati del pollo bang bang fortunato! 「合体！？恋するフォーチュンバンバンジー！」 - Gattai!? Koisuru Fōchun Ban Ban Jī!                                        | 13 gennaio 2024  |         |
| 2   | Voglio affrontarti! tutti sul treno chu chu del chinjao rosu! 「君を乗せたい！チューチュー・チンジャオローストレイン！」 - Kimi o nosetai! Chū Chū・Chinja Orōsutorein!      | 20 gennaio 2024  |         |
| 3   | Amore al primo pugno! la sola e unica quaglia al mondo 「なぐり愛！世界に一つだけのウズラ」 - Naguri Ai! Sekai ni Hitotsu Dake no Uzura                                      | 27 gennaio 2024  |         |
| 4   | Fermate la guerra! a volte bisogna mangiare il goya chanpuru 「ストップ戦争ウォー！～時には食せよゴーヤチャンプルー～」 - Sutoppu Wō! ～Toki ni wa Shokuseyo Gōya Chanpurū～ | 3 febbraio 2024  |         |
| 5   | Brividi! gamberi al peperoncino cadono come fiocchi di neve! 「戦慄! エビチリは雪のように!」 - Senritsu! Ebi Chili wa Yuki no You ni!                                        | 10 febbraio 2024 |         |
| 6   | Tanta tanta amicizia! nirareba-lution 21! 「友情マシマシ! ニラレバリューション21!」 - Yuujou Mashi Mashi! Nira Liver Lution 21!                                              | 18 febbraio 2024 |         |
| 6.5 | Rinascita! stasera ritorniamo a spaccare al cinese! 「蘇る！今夜はぶっちーバック to the 中華！」 - Yomigaeru! Konya wa Bucchi Bakku to the Chūka！                           | 24 febbraio 2024 |         |
| 7   | Appuntamento di gruppo?! il mare, il kebab e io! 「合コン！？海とマジバブと私！」 - Gōkon!? Umi to Maji Babu to Watashi!                                                     | 2 marzo 2024     |         |
| 8   | Pessime notizie! innamoratevi sul serio della gomoku soba! 「悲報！マジで恋する五目そば！」 - Hihō! Majide Koisuru Gomoku Soba！                                             | 9 marzo 2024     |         |
| 9   | Tentazione! altro riguardo alla zuppa! 「誘惑！スープにまつわるエトセトラ！」 - Yūwaku! Sūpu Nimatsuwaru Etosetora!                                                          | 16 marzo 2024    |         |
| 10  | Un amico caduto! amore, dolore e tofu alle mandorle! 「堕ちゆく友！愛しさと切なさと杏仁豆腐と！」                                                                            | 23 marzo 2024    |         |
| 11  | Desiderio insoddisfatto! riso fritto al granchio all'improvviso! 「とどかぬ想い！カニチャーハンは突然に」 - Todokanu Omoi! Kani Chāhan wa Totsuzen ni                        | 30 marzo 2024    |         |
| 12  | Scontro fatidico! al di là dei gyoza 「運命の戦い！餃子ノムコウ」 - Unmei no Tatakai! Gyōza Nomukō                                                                           | 6 aprile 2024    |         |